# 오봉서원 (강원)
오봉서원(五峰書院)은 대한민국 강원특별자치도 강릉시 성산면에 있는 조선시대의 서원이다. 1973년 7월 31일 강원도의 유형문화재 제45호로 지정되었다.

## 개요
우리나라에서 유일하게 문선왕(공자)을 모시고 있는 서원으로 조선 명종 7년(1552) 강릉부사 함헌이 사신으로 중국에 갔다가 오도자가 그린 공자의 초상화를 가지고 돌아와 명종 11년(1556)에 처음 세웠다. 그 후 정조 6년(1782)에는 주자, 순조 13년(1813)에는 송시열을 함께 모시면서 선현에 대한 제사와 지방의 교육을 담당하게 되었다. 흥선대원군의 서원철폐령으로 인하여 서원은 없어지고 영정과 위패는 강릉향교로 옮겨졌다.
지금의 서원은 1903년에 새로 지어졌는데 강릉지방의 유림이 사당건물을 지어 집성사라 하고, 사당 옆에는 별묘를 세워 칠봉사라 하였다. 집성사·칠봉사·문·오봉강당·묘정비각·2개의 묘정비 등이 남아 있다.
집성사에는 공자·주자·송시열 3인의 위패가 모셔져 있으며, 칠봉사에는 함헌의 위패가 모셔져 있다. 강당은 마루방과 온돌방으로 되어 있는데, 각종 행사를 치르기도 하고 유림들이 모여 회의나 학문을 토론하는 장소로 사용되고 있다. 매년 음력 9월 상정일에 제향을 지내고 있다.

## 참고 문헌
- 오봉서원 - 국가유산청 국가유산포털